# Wu Yi (rei)
| Noms                       |                                                                  |
| Cognom                     | Zǐ (xinès tradicional: 子, xinès simplificat: 子)                |
| Nom de naixement           | Qú (xinès tradicional: 瞿, xinès simplificat: 瞿)                |
| Nom d'era de Shiji         | Wǔ Yǐ (xinès tradicional: 武乙, xinès simplificat: 武乙)         |
| Nom d'era de l'Os oracular | (Desconegut)                                                     |
| Nom de temple              | Kāng Zǔ Wǔ Zǔ (xinès tradicional: 武祖, xinès simplificat: 武祖) |
| Nom a títol pòstum         | Rei Liè (xinès tradicional: 烈王, xinès simplificat: 烈王)       |

Wu Yi (武乙) va ser un rei del període de la Dinastia Shang de la història xinesa del 1147 aEC fins al 1112 aEC. El seu nom atorgat és Qu (瞿). D'acord amb els Annals de Bambú, la seva capital era a Yin (殷). Un dels vassalls Fen (邠) es va traslladar Qizhou (岐周). Va recompensar al vassall Zhou anomenat Koufu (□父) amb una ciutat dita Qiyi (岐邑). En el 15è any del seu règim, ell va traslladar un dels seus palaus a Mo (沬). En el 21è any del seu règim, el líder Zhou Koufu (□父) va transir. En el 24è any del seu règim, Zhou atacà al tirà Cheng (程) a Bi (毕) i va derrotar Bi.
L'any 30è del seu règim, Zhou atacà Yiqu (义渠) i va capturar el rei Yiqu. Segons Sima Qian, el Rei de Yiqu tenia dos fills de diferent mare, després que el rei morí, ell van lluitar entre si pel tron i Zhou els va derrotar finint el títol de Rei de Yiqu amb molta facilitat.
L'any 34è del seu règim, Jili (季历) va arribar a la capital de Shang capital per adorar al Rei Wu Yi, Wu Yi el recompensà amb 30 li (里), 30 peces de jade i 10 cavalls.
| Wu Yi (rei) Dinastia Shang |                                    |                       |
| Precedit per: Geng Ding    | Rei de la Xina 1147 aEC – 1112 aEC | Succeït per: Wen Ding |